# フジテレビ+
フジテレビ+（ふじてれびぷらす）は、フジテレビがインターネット向けにコンテツを配信するポーダブルサイトである。2014年1月24日にサービスを開始した。フジテレビが制作したバラエティやドラマ、アニメなどを配信するほか、オリジナルコンテツも配信される。PCやスマートフォンで視聴できる。視聴料は無料。

## 番組一覧

### ドラマ
- 世界一即戦力な男
- 連続アニメドラマ「嵐野夫婦」
- ラスト・ハネムーン

### バラエティ
- イイ女の条件〜極上美女対談〜
- Perfect One Day シンデレラ
- $箱☆バトル
- ネットでマングローブスペシャル!!ガチャピンが石垣島に行ってマングローブを植えてきました。
- おやこでみよう ちびっこドーガ
- アナタメマン
- ViVi Night in TOKYO 2013
- 東北魂TV
- YouSur
- ラブ・シチュッ!
- セロ!!チャンネル
- 〜すっぴんトーク〜愛され美肌を磨く5つのコト
- 松下奈緒の美味しいオフショット
- とんぱちオードリー
- でんぱとゲームと鈴木拓
- パターン　「認識」と「演習」、そして「民間放送」

### ドキュメント
- 空の旅を支えるANAのプロフェッショナルたち
- 家からはじまる 〜東京家学 よりそいの日々
- テレビマンオールスター戦　FujiTV EDITION

### 情報
- オーヴォからの招待状